# Nyololo
Nyololo ist ein Verwaltungsbezirk (englisch Ward) des Distrikts Mufindi in der tansanischen Region Iringa.

## Geografie
Nyololo liegt im südlichen Hochland von Tansania etwa 40 Kilometer Luftlinie südwestlich der Distrikthauptstadt Mafinga. Der Bezirk grenzt im Nordwesten an Maduma, im Nordosten an Bumilayinga, im Südosten an Igowole, im Süden an Mbalamaziwa und im Westen an Malangali. Bei der Volkszählung 2022 lebten 9448 Menschen in 2566 Haushalten auf einer Fläche von 175 Quadratkilometern.

## Gliederung
Der Bezirk besteht aus vier Gemeinden (swahili Mtaa) mit 24 Orten (Kitongoji):
| Nyololo Shuleni - Mlimani - Kilimahewa - Amani - Shuleni - Kumekucha - Majengo - Ilala | Lwing'ulo - Kilongo - Shuleni - Mlevelwa - Kanisani - Mtili | Nyololo Njiapanda - Jangwani - Ilala - Majengo Mapya - Sokoni - Twico Road - Mufindi Road | Njojo - Makabila - Mtundu - Lugalala - Makwale - Amani - Jangwani |

## Wirtschaft und Infrastruktur
- Landwirtschaft: Im Bezirk werden rund 6000 Hühner, 3000 Rinder, 600 Ziegen und 350 Schweine gehalten.[8]
- Bildung: Die Nyololo Secondary School ist eine staatliche weiterführende Schule, die Tages- und Internatsschüler bis zur 4. Stufe ausbildet.[9]
- Verkehr: Der Hauptort Nyololo liegt an der asphaltierten Nationalstraße T1 zwischen Mafinga und Makambako.[10]